# Лях, Алексей Владимирович
Алексе́й Влади́мирович Лях (род. 4 мая 1962) — советский легкоатлет, специалист по многоборьям. Наивысших успехов добился в 1980-х годах, обладатель бронзовой медали Игр доброй воли в Москве, серебряный и бронзовый призёр Кубка Европы в командном зачёте, многократный победитель и призёр первенств всесоюзного значения, участник чемпионата Европы в Сплите. Представлял Москву и Вооружённые силы.

## Биография
Алексей Лях родился 4 мая 1962 года. Занимался лёгкой атлетикой в Москве, выступал за Советскую Армию.
Впервые заявил о себе в десятиборье в сезоне 1981 года, когда с результатом в 7593 очка одержал победу на домашних соревнованиях в Москве.
В августе 1983 года отметился победой на всесоюзном турнире в Киеве.
В июне 1984 года занял 15-е место на соревнованиях в Киеве.
В августе 1985 года с результатом в 8108 очков стал четвёртым на чемпионате СССР в Ленинграде.
В июле 1986 года в составе советской сборной принимал участие в Играх доброй воле в Москве — в зачёте десятиборья набрал 8082 очка и завоевал бронзовую награду, уступив только своим соотечественникам Григорию Дегтярёву и Александру Апайчеву.
В 1987 году был девятым и шестым на международных турнирах в австрийском Гётцисе и немецком Дрездене соответственно. На Кубке Европы по легкоатлетическим многоборьям в Базеле занял седьмое место в личном зачёте и тем самым помог соотечественникам стать серебряными призёрами мужского командного зачёта.
В мае 1988 года на соревнованиях в Сочи установил свой личный рекорд в десятиборье — 8203 очка.
В 1989 году получил серебро в восьмиборье на чемпионате СССР в помещении в Волгограде. На Кубке Европы в Тёнсберге занял 11-е место в личном зачёте и стал бронзовым призёром мужского командного зачёта. Также в этом сезоне выиграл серебряную медаль на международном турнире в Котбусе.
В 1990 году в семиборье одержал победу на чемпионате СССР в помещении в Минске. В десятиборье был пятым и восьмым на турнирах в Сочи и Гётцисе соответственно, тогда как в американском Спокане превзошёл всех соперников и показал 21-й результат мирового сезона (8054). Благодаря череде удачных выступлений удостоился права защищать честь страны на чемпионате Европы в Сплите, однако здесь провалил все попытки на этапе прыжков в длину и досрочно завершил выступление.
В июне 1991 года в десятиборье с результатом в 7638 очков выиграл серебряную медаль на соревнованиях в Краснодаре.